# 望夷宫之变
望夷宫之变，又称望夷之祸，是秦朝末年丞相赵高与女婿阎乐等合谋，逼迫秦二世自刎于望夷宫的事件。

## 背景
秦二世三年（前207年）冬，赵高杀丞相李斯。同年夏，秦军将领章邯在军事上接连失利。赵高数次派人责备章邯，章邯害怕，派长史司马欣求见赵高，为赵高所拒。司马欣逃归章邯，对章邯说“赵高用事于中，将军有功亦诛，无功亦诛”。而楚军将领项羽急攻秦军，虏王离，不久章邯被迫降楚。
而之前，赵高多次对秦二世言“關東盜毋能為也”。及項羽虜秦將王離等鉅鹿下而并继续进军，章邯数次战败向朝廷求助皆为其所拒。如山东六国皆纷纷复国，关东之地尽皆叛秦以应诸侯。赵高对此非常惶恐，担心秦二世知道这些实情。于是赵高就想发动叛乱，但他不知道朝廷官员的想法。于是在秦二世三年八月已亥，赵高策划了“指鹿为马”事件，大肆清除异己。而与此同时，楚将沛公刘邦亦攻入武关，并派人私下会见赵高。赵高担心事发，决定先下手为强，除掉秦二世，自立为王。

## 经过
赵高先是称病不朝。而秦二世有次梦中梦见一只白虎吃掉了自己的左骖马，对此感到很恶心。经过占卜，说是“泾水作怪”，于是秦二世斋于望夷宫（遗址位于今咸阳市泾阳县蒋刘乡），想要祭祀泾水水神，并沉四白马。秦二世还使人责问赵高关东“盗贼”之事。赵高恐，于是与他的女婿咸阳令阎乐、弟弟赵成密谋：“上不聽諫，今事急，欲歸禍於吾宗。吾欲易置上，更立公子嬰。子嬰仁儉，百姓皆載其言”。
于是以郎中令赵成为内应，诈称有敌情，令阎乐召发士卒，并把阎乐的母亲劫至赵高的府邸。阎乐率千余士卒攻至望夷宫殿门，捉住了卫令仆射并说道“贼人到，何不止”。卫令说：“宫卫守护甚严，贼怎么敢入宫？”阎乐杀卫令，直入宫中。宫中的太监、郎官见到后纷纷避走，也有上前与之格斗，结果被杀死的有几十人。阎乐与郎中令进入二世寝宫，秦二世想召唤左右，结果仅有一小宦官在。秦二世责怪小宦官为何不早通报现在的状况，宦官说：“我能活到现在就是因为什么也不敢说，假如我早说了，哪能活到现在？”
阎乐来到秦二世面前，历数秦二世之罪状。秦二世说想见一下丞相赵高，阎乐说不可以；秦二世又请求退位做个郡王，阎乐不同意；秦二世退一步说想做个万户列侯，阎乐仍不答应；最后秦二世绝望的乞求想和那些公子们一样，与妻子儿女成为平民百姓。阎乐说：“我受命于丞相，替天下百姓处死你，虽然你说了很多话，我不敢向丞相报告。”，秦二世隨後便自殺了。